# Laut (Borneo)
Laut (alte Schreibweise: Laoet, indonesisch: Pulau Laut, also „Meeresinsel“) ist eine Insel vor der Südostküste Borneos in der indonesischen Provinz Kalimantan Selatan. Sie ist ca. 2096 km² groß und zählte Mitte 2024 164.243 Einwohner (Fortschreibung durch die Einwohnerbüros). Der 725 Meter über dem Meeresspiegel gelegene Bamega ist der höchste Berg auf Laut. Die Insel bildet die südwestliche Ecke der Straße von Makassar; im Süden grenzt sie an die Javasee.
Administrativ ist die Insel in acht Distrikte (Kecamatan) des Regierungsbezirks (Kabupaten) Kotabaru unterteilt:
- Pulau Laut Utara
- Pulau Tengah Laut
- Pulau Laut Selatan
- Pulau Laut Barat
- Pulau Laut Timur
- Pulau Laut Kepulauan
- Pulau Pulau Laut Tanjung Selayar (seit 2012), im Süden der Insel
- Pulau Pulaulaut Sigam (seit 2019), im Norden der Insel

Neben der Fischerei haben auf Laut der Anbau von Pfeffer und Kautschuk eine wirtschaftliche Bedeutung. 